# Cheick Oumar Dabo
Cheick Oumar Dabo (Bamako, 12 gennaio 1981) è un ex calciatore maliano, di ruolo attaccante.

## Carriera

### Nazionale
Ha debuttato in Nazionale il 7 aprile 2001, nell'amichevole Mali-Liberia (3-0), gara in cui ha siglato la rete del momentaneo 1-0 al minuto 15. Ha partecipato, con la Nazionale, alla Coppa d'Africa 2002. Ha collezionato in totale, con la maglia della Nazionale, 10 presenze e quattro reti.

## Palmarès

### Individuale
- Capocannoniere della Ligue 1 (Algeria): 1

2006-2007: 17 gol